# 斜脉粗叶木
斜脉粗叶木又名台東雞屎樹（学名：Lasianthus obliquinervis）为茜草科粗叶木属下的一个种。

## 扩展阅读
- 維基物種上的相關：斜脉粗叶木